# 3 декабря
3 декабря — 337-й день года (338-й в високосные годы) по григорианскому календарю.
До конца года остаётся 28 дней.
До 15 октября 1582 года — 3 декабря по юлианскому календарю, с 15 октября 1582 года — 3 декабря по григорианскому календарю.
В XX и XXI веках соответствует 20 ноября по юлианскому календарю.

## Праздники и памятные дни

### Международные
- ООН — Международный день инвалидов.
- Всемирный день компьютерной графики.
- Международный день баскского языка.

### Национальные
- Россия — День атомного ледокольного флота.
- Россия — День юриста.
- Россия — День Неизвестного Солдата.
- Узбекистан — День поддержки лиц с инвалидностью.

### Религиозные
Православие
- Предпразднство Введения во храм Пресвятой Богородицы;
- память мученика Дасия (284—305 годы);
- память мучеников Евстафия, Феспесия и Анатолия (312 год)[4];
- память священномучеников Нирсы епископа и Иосифа, ученика его, Иоанна, Саверия, Исакия и Ипатия, епископов Персидских, мучеников Азота скопца, Сасония, Фёклы, Анны и иных многих мужей и жён, в Персиде пострадавших (343 год)[5];
- память святителя Прокла, архиепископа Константинопольского (446—447 годы);
- память преподобного Григория Декаполита (816 год);
- память преподобного Диодора Юрьегорского (1633 год);
- память священномучеников Алексия Аманова, Александра Сахарова, Владимира Медведюка, Иоанна Заболотного, Алексия Никатова, Василия Канделяброва, Николая Зеленова, Иоанна Сарва, Емилиана Панасевича, Николая Покровского, пресвитеров, преподобномучеников Арсения (Дмитриева), Евтихия (Качура) и Илариона (Писарца), преподобномученицы Иоанникии (Кожевниковой), игуменьи (1937 год);
- память преподобномученицы Татианы Фомичёвой (после 1937 года).

## События

### До XIX века
- 1557 — в Эдинбурге подписана «Конгрегация Бога», документ, положивший начало реформации в Шотландии и созданию пресвитерианской церкви.
- 1564 — Иван Грозный переселился из Москвы в Александровскую слободу.
- 1586 — в Англию из Колумбии впервые завезён картофель.
- 1717 — вышел Указ Петра I об образовании самостоятельной Астраханской губернии.
- 1775 — первое официальное поднятие американского флага на борту морского судна «Альфред».
- 1800 — французский генерал Моро разбил австрийцев в битве у Гогенлиндена (Бавария).

### XIX век
- 1810 — Англия отбила у французов Маврикий.
- 1818 — Иллинойс становится 21-м штатом США.
- 1892 — в Канаде создан департамент торговли и коммерции.

### XX век
- 1912 — Болгария, Греция, Сербия и Черногория подписали Чаталджинское перемирие с Турцией. Военные действия возобновились 3 февраля 1913 года при Чаталдже.
- 1965 — в Великобритании выходит альбом Rubber Soul группы «The Beatles», который, как считается, положил начало коренным изменениям в музыке ливерпульской четвёрки.
- 1966 — у Кремлёвской стены были погребены останки Неизвестного солдата.
- 1967 — в госпитале Грут Шут, Кейптаун (ЮАР) проведена первая в истории медицины операция по пересадке сердца; её провёл профессор Кристиан Барнард, трансплантировав сердце смертельно раненой 25-летней женщины 55-летнему больному.
- 1969 — при вылете из Каракаса (Венесуэла) рухнул в воду Boeing 707. Погибли 62 человека.
- 1971 — начало третьей индо-пакистанской войны.
- 1972 — на острове Тенерифе (Канарские острова) при взлёте потерпел катастрофу Convair 990, погибли 155 человек.
- 1979 — аятолла Рухолла Хомейни стал первым Высшим руководителем Ирана.
- 1984 — Бхопальская катастрофа: в результате утечки метилизоцианата на заводе пестицидов погибли более 3800 человек, и сотни тысяч пострадали.
- 1989 — президент США Джордж Буш и генеральный секретарь ЦК КПСС Михаил Горбачёв заявили, что их страны более не являются противниками. День вошёл в историю как официальная дата окончания «холодной войны».
- 1990 — в аэропорту Детройта столкнулись два самолёта компании Northwest Airlines, погибли 8 человека.
- 1991 — распущен КГБ СССР.
- 1992 — отправлено первое СМС-сообщение.
- 1994 — Sony представила миру свою первую игровую консоль PlayStation.
- 1997 — подписан Оттавский договор о запрещении применения, производства, накопления и экспорта противопехотных мин.
- 1999
  - Вторая чеченская война: российские войска взяли третий по величине город Чечни Аргун.
  - Космический аппарат Mars Polar Lander потерял связь с НАСА во время входа в атмосферу Марса.

### XXI век
- 2009 — теракт в Могадишо, 25 погибших.
- 2012 — тайфун Бофа обрушился на Филиппины.
- 2023 — извержение вулкана Марапи на Суматре, 23 погибших.

## Родились

### До XIX века
- 1368 — Карл VI Безумный (ум. 1422), король Франции (с 1380), из династии Валуа.
- 1596 — Николо Амати (ум. 1684), итальянский мастер по изготовлению струнных музыкальных инструментов.
- 1690 — Эрнст Иоганн Бирон (ум. 1772), курляндский дворянин, граф, фаворит императрицы Анны Иоанновны.
- 1722 — Григорий Сковорода (ум. 1794), русский и украинский философ, поэт, педагог.
- 1750 — Иоганн Мартин Миллер (ум. 1814), немецкий писатель и поэт.
- 1753 — Сэмюэл Кромптон (ум. 1827), английский изобретатель, пионер прядильной промышленности.
- 1777 — Жюли Рекамье (ум. 1849), хозяйка знаменитого литературно-политического салона в Париже.
- 1795 — Роуленд Хилл (ум. 1879), учитель и изобретатель, преобразователь почтового дела в Великобритании.
- 1800 — княгиня Екатерина Трубецкая (урождённая графиня Лаваль; ум. 1854), жена декабриста С. П. Трубецкого, последовавшая за ним в Сибирь.

### XIX век
- 1813 — Иринарх Введенский (ум. 1855), русский переводчик, литературный критик и педагог.
- 1818 — Макс фон Петтенкофер (ум. 1901), немецкий естествоиспытатель, химик и учёный-гигиенист.
- 1819 — Даниил Хвольсон (ум. 1911), российский писатель.
- 1830
  - Фредерик Лейтон (ум. 1896), английский художник.
  - Николай Обручев (ум. 1904), русский военный деятель, генерал, начальник Главного штаба (1881—1897).
- 1833 — Карлос Хуан Финлей (ум. 1915), испано-кубинский врач и учёный, пионер в исследовании жёлтой лихорадки.
- 1857 — Джозеф Конрад (ум. 1924), писатель, классик английской литературы.
- 1883 — Антон Веберн (ум. 1945), австрийский композитор и дирижёр.
- 1894
  - Николай Сергеев (ум. 1988), актёр театра и кино, народный артист РСФСР.
  - Владимир Энгельгардт (ум. 1984), советский биохимик, академик, Герой Социалистического Труда.
- 1895 — Анна Фрейд (ум. 1982), британский психолог, младшая дочь Зигмунда Фрейда.
- 1898
  - Лев Книппер (ум. 1974), композитор, народный артист РСФСР.
  - Михаил Кошкин (ум. 1940), советский инженер-конструктор, создатель танка Т-34.
- 1899 — Владимир Максимов (ум. 1945), советский военачальник, Герой Советского Союза.

### XX век
- 1904 — Татьяна Гурецкая (ум. 1983), актриса театра и кино, заслуженная артистка РСФСР.
- 1908 — Анна Стэн (наст. имя Анна Петровна Фесак; ум. 1993), советская и американская актриса российского происхождения.
- 1911 — Нино Рота (наст. имя Джованни Рота Ринальди; ум. 1979), итальянский композитор, лауреат премий «Оскар», «Золотой глобус» и «Грэмми».
- 1923 — Харальд Брайнин (ум. 2006), австрийский поэт, писатель и журналист.
- 1924 — Джон Бэкус (ум. 2007), американский математик, создатель языка программирования Фортран.
- 1927 — Энди Уильямс (ум. 2012), американский эстрадный певец и актёр.
- 1930 — Жан-Люк Годар (ум. 2022), французско-швейцарский кинорежиссёр, кинокритик, актёр, сценарист и продюсер.
- 1932 — Корри Броккен (ум. 2016), голландская певица, победительница конкурса песни «Евровидение-1957».
- 1934
  - Виктор Горбатко (ум. 2017), советский космонавт, генерал-майор авиации, дважды Герой Советского Союза.
  - Нина Дорошина (ум. 2018), актриса театра и кино, народная артистка РСФСР.
- 1936 — Лотар Галль (ум. 2024), крупнейший немецкий историк. Рыцарь Ордена «За заслуги перед Федеративной Республикой Германия» (1983).
- 1948 — Оззи Осборн (наст. имя Джон Майкл Осборн, ум. 2025), британский рок-музыкант, певец, автор песен.
- 1949 — Ники Стивенс (урожд. Хелен Мария Томас), вокалистка британской группы «Brotherhood of Man».
- 1950 — Альберто Хуанторена, кубинский легкоатлет, двукратный олимпийский чемпион (1976).
- 1953 — Франц Кламмер, австрийский горнолыжник, олимпийский чемпион (1976).
- 1960
  - Игорь Ларионов, советский и российский хоккеист и тренер, двукратный олимпийский чемпион, 4-кратный чемпион мира, 3-кратный обладатель Кубка Стэнли.
  - Джулианна Мур (при рожд. Джули Энн Смит), американская актриса и писательница, обладательница «Оскара», двух «Золотых глобусов», двух «Эмми» и др. наград.
  - Дэрил Ханна, американская актриса кино и телевидения, режиссёр, сценарист, продюсер.
- 1964 — Елена Дробышева, советская и российская актриса, телеведущая.
- 1965 — Катарина Витт, фигуристка из ГДР, двукратная олимпийская чемпионка, 4-кратная чемпионка мира.
- 1968 — Брендан Фрейзер, американский и канадский актёр театра, кино и телевидения, лауреат премии «Оскар».
- 1969 — Халвар Ханевольд (ум. 2019), норвежский биатлонист, трёхкратный олимпийский чемпион, 5-кратный чемпион мира.
- 1977
  - Константин Куксин (ум. 2024), российский этнограф, географ, путешественник, писатель и поэт.
  - Адам Малыш, польский прыгун на лыжах с трамплина, четырёхкратный чемпион мира.
- 1980 — Дженна Дуан, американская актриса и танцовщица.
- 1981 — Давид Вилья, испанский футболист, лучший бомбардир в истории сборной Испании, чемпион мира (2010) и Европы (2008).
- 1985
  - Аманда Сайфред, американская актриса, певица и модель.
  - Ласло Чех, венгерский пловец, 6-кратный призёр Олимпийских игр.
- 1986 — Татьяна Казанцева, актриса театра и кино.
- 1991 — Симон Детьё, французский биатлонист, олимпийский чемпион (2018).

## Скончались

### До XIX века
- 1533 — Василий III (р. 1479), Великий князь московский, завершивший процесс централизации русских земель.
- 1552 — Франциск Ксаверий (р. 1506), испанский миссионер в Японии и Индии, католический святой.
- 1789 — Клод Жозеф Верне (р. 1714), французский пейзажист-маринист.

### XIX век
- 1823 — Джованни Баттиста Бельцони (род. 1778), итальянский путешественник.
- 1850 — Николай Александрович Окунев (р. 1788), генерал-лейтенант Русской императорской армии; военный писатель[6].
- 1858 — граф Винценты Красинский (р. 1782), польский, французский и российский генерал, участник наполеоновских войн.
- 1863 — Орас Верне (р. 1789), французский художник и дипломат.
- 1866 — Карл Голльмик (р. 1796), немецкий композитор, лексикограф и музыкальный критик.
- 1882 — Сергей Нечаев (р. 1847), российский нигилист, террорист-революционер, лидер «Народной расправы».
- 1888 — Карл Цейсс (р. 1816), основатель фабрики оптических приборов.
- 1892 — Афанасий Афанасьевич Фет (р. 1820), русский поэт.
- 1894 — Роберт Льюис Стивенсон (р. 1850), английский писатель и поэт.

### XX век
- 1902 — Генрих Ландесман (род. 1821), австрийский писатель, философ и поэт известный под псевдонимом Иероним Лорм.
- 1905 — Александр Боровиковский (р. 1844), русский юрист, учёный и поэт.
- 1917 — убит Николай Духонин (р. 1876), генерал-лейтенант, Верховный главнокомандующий Русской армией в конце 1917 г.
- 1919 — Пьер Огюст Ренуар (р. 1841), французский живописец, график и скульптор, один из основных представителей импрессионизма.
- 1941 — Павел Филонов (р. 1883), русский художник, теоретик искусства, поэт.
- 1950 — Павел Бажов (р. 1879), революционер и писатель, автор уральских сказов.
- 1955 — Мария Искьердо (р. 1902), мексиканская художница.
- 1956 — Александр Родченко (р. 1891), советский дизайнер, фотохудожник, художник театра и кино.
- 1958 — Сергей Сергеев-Ценский (р. 1875), русский советский писатель, путешественник.
- 1973 — Михаил Юрьевич Блейман (р. 1904), советский кинодраматург, теоретик кино, сценарист.
- 1976 — Александр Новиков (р. 1900), Главный маршал авиации, дважды Герой Советского Союза.
- 1978 — Иван Кавалеридзе (р. 1887), украинский режиссёр и сценарист.
- 1980 — Освальд Мосли (р. 1896), баронет, лидер английских фашистов.
- 1982 — Абрам Фрейдин (р. 1917), художник-декоратор, заслуженный художник РСФСР.
- 1984 — Павел Кутахов (р. 1914), главный маршал авиации, дважды Герой Советского Союза.
- 1995 — Александр Кайдановский (р. 1946), советский и российский актёр театра и кино.
- 1997 — Юрий Сотник (р. 1914), русский советский писатель, автор книг для подростков.
- 1999
  - Борис Кузнецов (р. 1928), советский футболист, олимпийский чемпион (1956).
  - Скэтмен Джон (р. 1942), американский джазовый музыкант.
- 2000 — Гвендолин Брукс (р. 1917), американская поэтесса.

### XXI век
- 2001 — Хуан Хосе Арреола (р. 1918), классик мексиканской литературы.
- 2003 — Дэвид Хеммингс (р. 1941), британский актёр, кинорежиссёр и продюсер.
- 2004 — Александр Дашков (р. 1914), советский и латвийский певец (бас).
- 2009 — Ричард Тодд (р. 1919), ирландский киноактёр.
- 2012 — Фёдор Хитрук (р. 1917), советский и российский мультипликатор, режиссёр, сценарист.
- 2015 — Владимир Железников (р. 1925), русский советский детский писатель, кинодраматург.
- 2021 — Нина Ургант (р. 1929), российская актриса театра и кино, народная артистка РСФСР.

## Приметы
День Проклы и Прокла.
- Если 3 декабря шёл снег, 3 июля пойдёт дождь.
- Если запел снегирь, а сорока лезет под стреху — быть вьюге.
- На Прокла всякую нечисть проклинают, чтобы она больше не вылезала из своих нор мутить жизнь человеческую.
- «До Прокла не жди от дороги прока: в путь соберёшься — одна морока, а сани ни с места»[7].